# 1884 în literatură
Anul 1884 în literatură a implicat o serie de evenimente și cărți noi semnificative.  

## Cărți noi
- Edwin Abbott Abbott - Flatland
- Henry Brooks Adams - Esther
- Aluísio de Azevedo - Casa de Pensão
- Richard Doddridge Blackmore - Tommy Upmore
- Mary Elizabeth Braddon - Ishmael. A Novel
- Wilkie Collins - I Say No
- Joris-Karl Huysmans
  - Controcorrente
  - À rebours
- Helen Hunt Jackson - Ramona
- George A. Moore - A Mummer's Wife
- Margaret Oliphant
  - The Ladies Lindores
  - The Wizard's Son
- Rachilde - Monsieur Vénus
- Lev Tolstoi - Moartea lui Ivan Ilici
- Jules Verne
  - Steaua Sudului
  - Arhipelagul în flăcări
- Mary Augusta Ward - Miss Bretherton